# 뉴 허라이즌스
뉴 허라이즌스(영어: New Horizons:'새로운 지평선'이라는 뜻)는 명왕성 탐사의 임무를 수행할 뉴 프런티어 계획의 일환으로 NASA가 쏘아올린 무인 탐사선이다. 명왕성과 그의 위성 카론, 히드라, 닉스, 케르베로스, 스틱스로 가는 첫 번째 무인 탐사선이다.
2006년 1월 19일 미국 플로리다주 케이프커내버럴에서 성공적으로 발사되었으며, 2015년 7월 14일에 명왕성을 통과하였다. 뉴 허라이즌스는 명왕성과 486958 아로코트을 통과했다.
발사될 때의 탈출 속도가 초속 16.26 km로 지금까지 인간이 만들어낸 물체 중 가장 빠르게 지구를 탈출한 것으로 기록되었다.

## 현재 상황
- 2021년 10월 5일 기준이다.
- 태양을 기준으로 현재 초당 13.85 km 속도로 항해한다.[1]
- 현재 위치로부터 태양의 밝기는 -18.1등급이다[2]
- 현재 궁수자리 방향으로 항해하고 있다.[2]
- 첫번째 목표인 명왕성을 2015년 7월 14일에 성공적으로 통과했다.
- 두번째 목표인 486958 아로코트를 2019년 1월 1일에 성공적으로 통과했다.

## 배경
이 탐사선은 NASA의 '뉴 프런티어 계획'의 첫 번째 임무이다. '디스커버리 계획'보다 규모가 크고 비용이 더 많이 들지만, '플래그십 계획'보다 작고 적게 든다. 이 탐사의 비용(탐사선, 기술 개발, 로켓, 탐사활동, 자료 분석, 교육/공공 봉사활동을 포함한 것이다.)은 15년(2001년 ~ 2016년)동안 최대 7억 달러 소요된다. 초기에 제안된 명왕성 탐사 미션은 '플루토 카이퍼 익스프레스'인데 예산 문제로 2000년, NASA가 취소했다.
탐사선이 주로 SwRI (남서부 연구소)와 존스 홉킨스 대학교 응용 물리학 연구소에서 제작되었다. 탐사의 주 책임자는 남서부 연구소의 앨런 스턴이다.
발사체로부터 분리 후 종합적인 통제는 응용 물리학 연구소 MOC(Mission Operations Center)에서 한다.
탐사선에 성조기와 인간 탐사를 기념하기 위해 디자인한 플로리다 25센트 동전, 다른 기념품, 434,738명의 이름이 들어 있는 CD, 최초 민간 우주선 스페이스십원의 기체 일부 조각이 들어있다. 그리고 발사 기념으로 명왕성을 처음으로 발견한 클라이드 톰보의 화장한 유골 일부가 들어있다.
원래 태양계에서 탐사하지 못한 행성에 가려고 했으나, 발사 후에 국제 천문 연맹이 새 행성 기준에 맞지 않는 명왕성을 왜소행성으로 강등시켰다. 앨런 스턴을 포함하여 뉴 허라이즌스 팀의 일부 멤버는 국제 천문 연맹의 새 행성 기준에 동의하지 않았다. 여전히 명왕성을 태양계 9번째 행성이라고 말하고 있다.
명왕성의 위성 닉스와 히드라는 이 탐사선과 관련성이 있다. 뉴 허라이즌스(New Horizons)의 머리글자와 닉스(Nix)와 히드라(Hydra)의 머리글자가 같기 때문이다. 명왕성의 위성을 발견한 사람은 이러한 이유로 뉴 허라이즌스라는 이름을 선택했다. 게다가 신화적으로 닉스와 히드라는 관계가 있다.

## 탐사 일정
협정 세계시 UTC 기준이다.

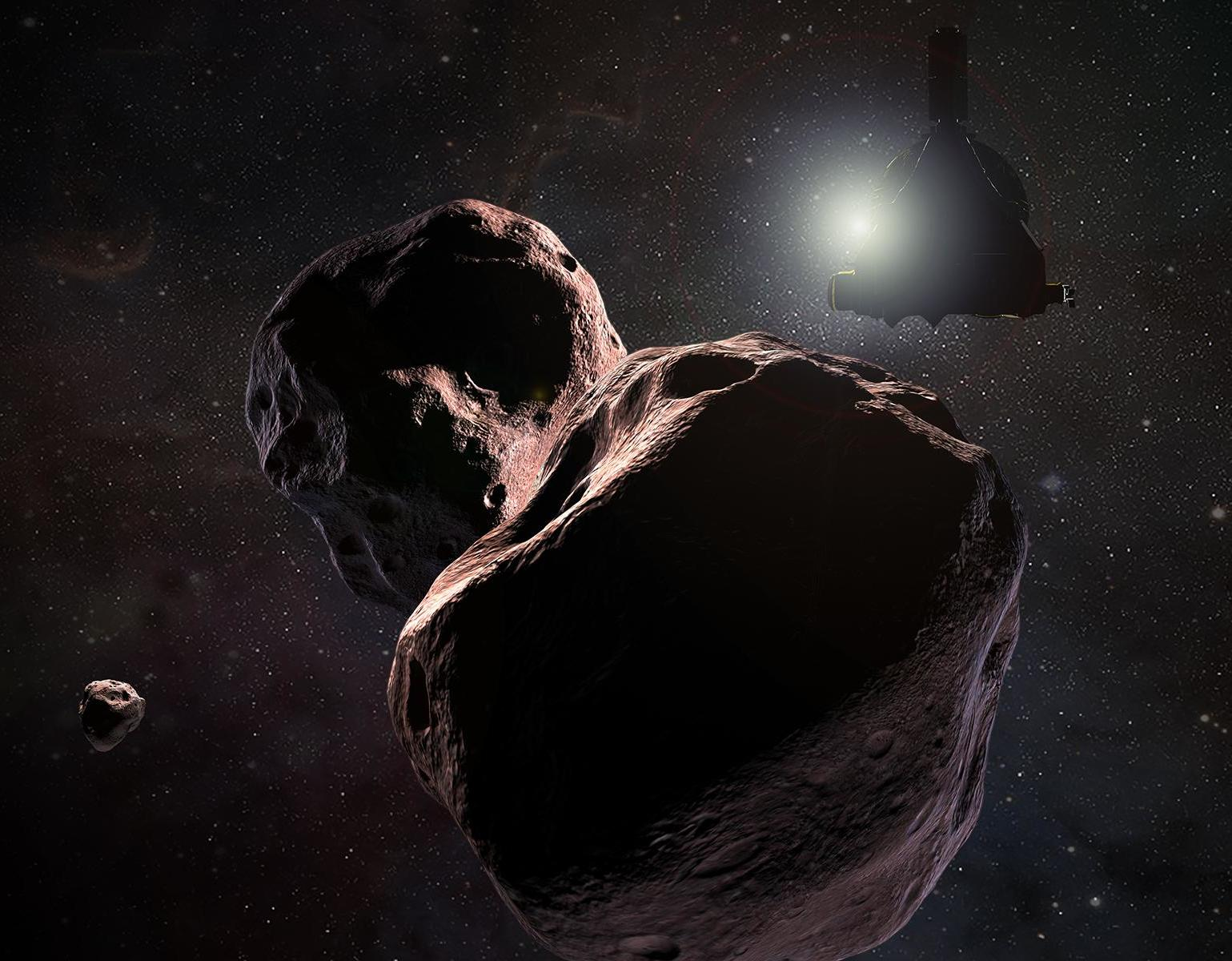
2018 MU69 탐사 가상도

- 2001년 6월 8일 : NASA가 뉴 허라이즌스를 선택했다.[9]
- 2006년 1월 19일 : 19시 00분경, 성공적으로 발사되었다.[10]
- 2006년 4월 7일 : 화성의 궤도를 지났다.[11][12]
- 2006년 6월 13일 : 4시 05분, 소행성 132524 APL을 10만 1867km까지 가장 가까이 통과 했다.[13]
- 2006년 11월 28일 : 명왕성을 희미하게 렌더링하면서 첫 사진을 먼 거리에서 촬영했다.[14]
- 2007년 2월 28일 : 5시 43분 40초, 초속 22.85km로 목성을 230만 km에서 가장 가까이 통과 했다.[15]
- 2008년 6월 8일 : 토성의 궤도를 지났다.[15][16]
- 2009년 12월 29일 : 지구보다 명왕성에 더 가깝게 됐다.[17][18][19]
- 2010년 2월 25일 : 탐사한 거리가 절반이 되었다. (23억 8182만 9120 km)[20]
- 2011년 3월 18일 : 22시 00분경, 천왕성의 궤도를 지났다.[21]
- 2011년 12월 2일 : 이전까지는 보이저 1호가 명왕성에 더 가까웠지만 (~10.58 AU), 이 시점 이후로 이 탐사선이 명왕성에 더 가깝게 되었다.[22]
- 2012년 2월 11일 : 4시 55분경, 명왕성에서 10AU에 있다.[23]
- 2013년 7월 1일 : 카론의 첫 모습을 LORRI로 촬영했다.[24][25]
- 2013년 10월 25일 : 명왕성에서 5AU에 있다.[23][26]
- 2014년 2월 27일 : 명왕성에서 4AU에 있다.[27]
- 2014년 7월 2일 : 명왕성에서 3AU에 있다.
- 2014년 7월 20일 : 명왕성으로부터 2.8AU에서 명왕성과 카론을 촬영하였다.
- 2014년 8월 25일 : 해왕성의 궤도를 지났다.[28][29] 이는 보이저 2호가 해왕성을 근접 통과한지 25주년이 되는 날이다.
- 2014년 11월 5일 : 명왕성에서 2AU에 있다.
- 2014년 12월 6일 : 성공적으로 절전모드에서 깨어났다.[30]
- 2015년 1월 15일 : 명왕성 근접 탐사 돌입.[31][32]
- 2015년 1월 : 카이퍼 대 천체 VNH2004를 7500만 km에서 관찰한다.[33]
- 2015년 3월 10일 : 명왕성에서 1AU에 있다.
- 2015년 4월 5일 : 근접 통과까지 100일 남았다.
- 2015년 4월 9일 : 명왕성 컬러사진 촬영 시작했다.
- 2015년 5월 15일 : 허블 우주 망원경보다 고해상도 명왕성의 사진이 나왔다.
- 2015년 6월 18일 : 명왕성 적외선 촬영 시작하였다.
- 2015년 7월 12일 ~ 13일 : 근접 통과하기 직전에 중요한 자료가 자료 전송되었다.
- 2015년 7월 14일 : 11시 49분 57초경, 초속 13.78km의 속도로 명왕성 근접 통과. (명왕성에서 12,500 km 거리, 태양에서 32.9 AU 거리)[34]
- 2015년 7월 14일 : 12시 03분 50초경, 초속 13.87km의 속도로 카론, 히드라, 닉스, 케르베로스, 스틱스 근접 통과. (카론에서 28,858 km 거리)[34]
- 2015년 7월 15일 : 근접 통과하고 나서 첫 번째 자료가 전송되었다.
- 2016년 10월 25일 : 명왕성의 모든 자료 전송 완료되었다.
- 2018년 8월 16일 : 486958 아로코트 첫 감지[35]
- 2019년 1월 1일 : 카이퍼 대 천체 중에서 가장 가능성 있다고 알려진 486958 아로코트를 근접 통과했다.
- 2021년 4월 15일: 태양에서 50AU에 있는 다섯 번째 우주선이 되었다. 이 거리에서 보이저 1호 촬영했다.[36]
- 2021년 4월 30일 : 확장 탐사 종료, 만약 작동이 된다면, 태양권 바깥을 탐사할 예정이다.[37]
- 2029년 : 태양계를 벗어날 예정이다.
- 2038년 12월 : 탐사선이 100AU에 있을 예정이다. 만약 작동이 된다면, 태양권 바깥을 탐사할 예정이다.[38]

## 탐사 라인

### 발사
발사는 원래 2006년 1월 11일에 계획되었었다. 그러나 애틀러스 로켓의 등유 저장소 보스코프 검사를 위해서 처음에 2006년 1월 17일로 연기되었다. 강풍과 기술적 어려움, 낮은 구름에 따른 발사 사정거리의 한계 등으로 3번 연기된 후, 최종적으로 케이프커내버럴 공군 기지 발사대 41에서 이륙하였다.
센타우르 2단이 UTC 19시 30분에 재점화되었다. 성공적으로 탐사 궤도에 올려졌다. 발사된 후 9시간 만에 달의 궤도에 도달했다.
예비로 가장 빠르게 갈 발사 기회가 2006년 2월, 2007년 2월이어서 2번 밖에 없었다. 2006년에 첫 번째로 발사 가능한 일수가 23일이었다. 만약 다른 날에 발사하면 목성을 통과 하지 못해서 명왕성에 가는 기간이 2년 ~ 4년 정도 더 소요된다.
탈출 속도를 높이기 위해 록히드 마틴 애틀러스 V-551에 3단으로 ATK Star 48B 5개를 부착하여 발사했다. 3단을 탑재해서 발사한 것은 551버전에서 처음으로 보통 3단을 탑재하지 않고 발사한다. 이전의 비행에서는 고체 로켓 부스터를 사용하지 않거나 2개, 3개를 사용했지만 5개의 사용은 최초이다. 이로써 이륙할 때 8.9MN가 넘는 추진력을 내었다.

### 목성 근접 통과
2006년 9월 4일, LORRI로 목성의 첫 사진을 촬영했다. 목성에 대한 다양한 탐사는 2007년 1월에 시작되었고, 칼리스토의 적외선 사진과 목성의 흑백사진이 촬영되었다. 2007년 2월 28일 UTC 5시 43분 40초, 목성의 중력을 도움 받아서 230만 4537km에서 가장 가까이 근접했다. 이 때 순간속도는 초속 22.85 km이다. 목성계에 있는 동안 초속 21 km ~ 23 km 속도로 운행했다. 뉴 허라이즌스의 속도를 약 초속 4 km 증가시켰다. 이로 인해 명왕성으로 가는 시간이 약 3년 단축되었다. 2009년 12월, 초속 16km로 느려졌다. 1990년에 발사된 율리시스 이후로 목성으로 바로 가는 첫 번째 탐사선이다.
목성 탐사의 주요 목표중 하나는 대기 상태를 관찰하는 것과 구조와 구름의 성분을 분석하는 것이다. 목성 내부의 열에너지가 극지역에 번개가 치는 것을 유발한다.
- 적외선으로 촬영한 목성의 남쪽 대기, LEISA를 사용
- 뉴 허라이즌스로 촬영한 목성의 소적점
- 이오의 화산폭발
- 목성과 유로파가 맞닿아있는 사진, 목성에서 230만 km, 유로파에서 300만 km 촬영

### 명왕성 근접
- 2006년 9월 21일 ~ 24일, 명왕성 첫 사진
- 컴퓨터 그래픽, 명왕성 (오른쪽), 카론 (왼쪽)
- 아타카마 대형 밀리미터 집합체로 촬영한 명왕성, 카론
- 4억 2200만km에서 촬영한 명왕성, 카론[45]

LORRI를 시험하는 동안에 첫 사진이 2006년 9월 21일 ~ 24일 동안 만들어졌다. 이 사진은 11월 28일에 공개되었다. 명왕성에서 약 42억km 거리에서 촬영하였으며, 탐사선은 2015년 7월 14일에 명왕성에 13000km까지 근접했다. 명왕성 탐사는 LORRI와 Ralph를 작동하면서 2015년 1월 4일에 시작했다.

#### 연구할 목록
1차 연구 (필수)
- 명왕성과 카론의 전체적인 구조 및 지형 연구
- 명왕성과 카론 표면의 화학성분을 지도로 제작
- 명왕성의 이온화가 되지 않은 대기와 그 대기의 탈출 속도 연구

2차 연구 (예상)
- 명왕성의 표면과 대기가 시간이 지나감에 따라 어떻게 변하게 되는지 연구
- 명왕성과 카론의 선택된 지역을 스테레오스코피로 제작
- 명왕성과 카론의 밤낮경계를 고해상도로 지도 제작
- 명왕성과 카론의 선택된 지역의 화학성분을 고해상도로 지도 제작
- 명왕성의 전리층과 그 전리층이 태양풍과 어떤 상호작용 하는지 연구
- 대기에서 수소, 탄화수소, 다른 니트릴같은 중성기체 찾기
- 카론에 어떤 기체가 존재하는지 찾기
- 명왕성과 카론의 본드 반사율 결정
- 명왕성과 카론의 표면온도 지도로 제작
- 닉스, 히드라, 케르베로스, 스틱스의 추가적인 표면을 지도로 제작

3차 연구 (희망)
- 명왕성과 카론에서 활동적인 입자 환경에 대해서 연구
- 명왕성과 카론에서 물리량, 궤도에 대해 정확한 측정
- 추가적인 위성, 다른 고리 찾기

### 태양권
계속 작동된다면 보이저 호처럼 태양권 외곽을 탐사할 계획이다. 태양권덮개와 태양권 계면을 지도로 제작할 가능성이 있다. 태양권계면은 2047년에 도착할 예정이다.
어떤 물체보다도 지구를 빠르게 탈출했지만 절대로 보이저 1호나 보이저 2호를 앞지를 수 없다. 보이저 1호는 토성과 타이탄을 근접 통과해서 추가적인 중력의 도움을 얻었다. 뉴 허라이즌스가 100AU에 있을 때 초속 13km로 운행한다. 보이저 1호가 100AU에 있을 때에는 초속 17km로 운행하였다.

## 기기 하부조직

### 전원
방사성동위원소 열전기 발전기를 이용한다. 발사 때 RTG는 직류 30V 약 250W 출력을 낸다. 그리고 매 4년 마다 5% 감소된다고 예상된다. 2015년에 명왕성을 통과할 때에는 200W 출력을 낸다고 예상된다. 플루토늄-238 산화물 펠렛이 장착되어있다. 펠렛의 무게는 11kg이다. 미국 에너지부에서 개발되었다.

### 통신과 데이터 관리
X 밴드 (8.0 GHz ~ 12.0 GHz)를 이용하여 지구와 교신한다. 통신 속도는 명왕성 거리에서 거의 초속 1 킬로비트 속도로 예상된다. 목성에서는 초속 38 킬로비트 속도다. 게다가 낮은 대역폭 때문에 명왕성 거리에서 시간이 4.5시간 정도 소요된다. 70m 심우주 통신망을 이용하여 데이터를 받는다. 탐사할 때에는 관측 장비들이 탐사선 안테나 쪽을 향하고 있어 명왕성을 탐사 할 때에는 통신이 두절되기 때문에 미리 명령어를 입력해 놓는다.
탐사 비용을 줄이기 위해서 목성과 명왕성 사이에 있을 때 절전모드로 들어간다. 1년 마다 50일 동안 장비 점검, 궤도 추적을 위해 깨어난다. 탐사선의 작동유무는 주당 한 번씩 전송한다.
낮은 전력에도 작동하는 8GB 플래시 메모리(하나는 기본, 다른 하나는 예비)가 탑재되었다.

### 컴퓨터
탐사선에 2개의 컴퓨터 시스템이 탑재되어 있다. 하나는 "명령과 데이터 처리 시스템"(Command and Data Handling system)이고, 또 하나는 "유도와 프로세서 통제 시스템"(Guidance and Control processor system)이다. 고장에 대비하기 위해 여분의 컴퓨터 2개를 포함해 총 4개의 컴퓨터로 시스템이 구성된다. 사용된 프로세서는 Mongoose-V이고, 12 MHz 32비트 CPU이다. Mongoose-V는 MIPS R3000 CPU를 우주로부터 날아오는 방사선에 견디게, 클럭을 10~15MHz로 개조한 것이다.
2007년 3월 19일, 명령과 데이터 처리 시스템에서 정정 불가능한 오류를 겪었고 스스로 재부팅했다. 그리고 안전모드로 들어갔다. 완전히 복구하는데 2일이 걸렸다. 이 때 손실된 자료는 목성의 자기꼬리다. 그 다음 탐사에 영향이 없다고 예상된다.

## 탑재기기
- LORRI (Long Range Reconnaissance Imager) : 모노크롬 망원 카메라.
- PERSI (Pluto Exploration Remote Sensing Investigation) : PERSI는 2개의 기기를 포함한다. 하나는 Ralph인데 카메라 (흑백, 컬러)이다. 또 하나는 Alice인데 명왕성 대기의 구성과 구조를 조사하는 '자외선 화상 스펙트럼 관측기'이다.
- PAM (Plasma and high energy particle spectrometer suite) : PAM은 2개의 기기를 포함한다. 하나는 SWAP (Solar Wind at Pluto)인데 태양풍과 명왕성의 대기와의 상호작용을 조사한다. 또 하나는 PEPSSI (Pluto Energetic Particle Spectrometer Science Investigation)인데 입자선관측기이고, 명왕성에서 우주공간으로 빠져나가는 대기물질을 측정한다.
- REX (Radio Science Experiment) : 탐사기의 통신시스템과 일체인 실험장치. 명왕성과 카론의 대기의 온도, 압력, 밀도를 측정함. 탐사기의 궤도변화를 세밀히 측정하여 명왕성, 카론의 질량을 구한다.
- VBSDC (Venetia Burney Student Dust Counter) : 혜성, 소행성, 왜소천체끼리 충돌하여 나오는 미세한 입자의 개수, 속도, 질량을 측량한다. 콜로라도 대학교의 학생들이 설계, 제작했다. 명칭은 "Pluto" (명왕성의 어원)에서 왔다.

- Ralph
- LORRI
- SWAP
- VBSDC
- 기기 위치

## 갤러리

### 발사
- 미션 로고
- 발사되기 전의 애틀러스 V-551 로켓
- 발사대 41에서 애틀러스 V 로켓과 뉴 허라이즌스
- 뉴 허라이즌스의 발사
- 뉴 허라이즌스 발사장면 (4:00)

- 뉴 허라이즌스의 안테나
- 발사 전의 뉴 허라이즌스 - 케네디 우주센터
- 뉴 허라이즌스가 촬영한 소행성 2002 JF56의 사진

### 목성 사진
- 2007년 1월 8일, LORRI로 촬영한 목성, 8100만 km에서 떨어진 거리에서 한 달정도 가까이 촬영했다.
- 목성과 이오의 합성 사진, 2007년 2월 28일, 3월 1일 각각 촬영, 목성은 적외선으로 촬영, 반면에 이오는 트루컬러로 촬영
- 목성 고리의 LORRI 사진. 위는 목성에 가까이 갈 때 사진, 아래는 목성에서 멀어질 때의 사진
- 소적점으로 알려진 Oval BA의 적외선 합성 사진, LORRI와 허블 우주 망원경 WFPC2 이용.
- 목성 적도 대기의 MVIC 사진, 둘러싸인 구름 보다 초속 100m 빠른 부력파가 보인다.

뉴 허라이즌스로 촬영한 목성의 위성들
- 이오. 사진 위에 폭발하는 Tvashtar 화산이 보인다. 근접 통과 할 때 촬영했다
- LORRI로 촬영한 이오
- 유로파
- 가니메데
- 칼리스토

### 명왕성 사진
- 뉴 허라이즌스가 촬영한 명왕성 첫 컬러사진 (Ralph; 2015년 4월 9일)[50][51]
- 5월 12일, 7500만 km 거리에서 LORRI로 명왕성 촬영[52]
- 2015년 5월 말 ~ 6월초의 자전하는 명왕성, 5000만 km에서 촬영
- 2015년 6월 18일, 3100만 km에서 촬영
- 명왕성 컬러사진, 1800만 km에서 촬영, 2015년 6월 27일 촬영

- 명왕성 컬러 (2015년 7월 13일)
- 명왕성 컬러 (2015년 7월 13일)

- 명왕성 – 힐러리 산, 하트 지역의 남서쪽 
(2015년 7월 14일)
- 명왕성 – 노르게이 산, 적도 부근 
(2015년 7월 14일)[53]
- 명왕성 – 힐러리 산과 노르게이 산 
(2015년 7월 14일)[54]
- 명왕성 – 스푸트니크 평원 – 하트 지역의 왼쪽 중앙 (문맥)
(2015년 7월 14일)[55]

### 명왕성 위성 사진
- 카론 (2015년 7월 14일)
- 카론 (2015년 7월 14일)

- 닉스, 고화질 (2015년 7월 14일)
- 스틱스 (2015년 7월 13일)
- 케르베로스 (2015년 7월 14일)

## 같이 보기
- 마리너 마크 II

## 추가 자료
- Yanping Guo; Farquhar, R. W. (2005). “New Horizons Pluto–Kuiper Belt mission: design and simulation of the Pluto–Charon encounter” (PDF). 《Acta Astronautica》 56 (3): 421–429. doi:10.1016/j.actaastro.2004.05.076.